# Elthusa epinepheli
Elthusa epinepheli är en kräftdjursart som beskrevs av Jean-Paul Trilles och Jean-Lou Justine 20. Elthusa epinepheli ingår i släktet Elthusa och familjen Cymothoidae.
Artens utbredningsområde är havet kring Nya Kaledonien. Inga underarter finns listade i Catalogue of Life.